# Ígor II de Kiev
Ígor II Ólgovich (en ucraniano y ruso: И́горь II О́льгович) (¿?-19 de septiembre de 1147), Príncipe de Chernígov y Gran Príncipe del Rus de Kiev (1146). Hijo de Oleg Sviatoslávich de Chernígov. El cristianismo conmemora su festividad el 5 de junio.
Fue el sucesor elegido por su hermano, Vsévolod II de Kiev. Aunque su hermano había arrancado promesas de lealtad de sus súbditos en Kiev, Ígor y su familia, los Ólgovich, fueron impopulares y hubo resistencia contra su asunción. Los cronistas acusan a Ígor de ser deshonesto, codicioso, intrigante y violento. Reinó menos de dos semanas antes de que los kievitas invitaran a su primo y rival, Iziaslav Msistislávich, a subir al trono. Renegando a su promesa de no buscar el poder, Iziaslav atacó y venció a Ígor y a su hermano Sviatoslav Ólgovich.
Sviatoslav escapó, pero Ígor quedó atascado en unos pantanos y fue incapaz de seguir debido a  una dolencia en sus piernas. Fue capturado e Iziaslav lo lanzó a un foso. Ígor languideció allí hasta el otoño de 1146, cuando, desesperadamente enfermo, pidió permiso para convertirse en monje. Iziaslav lo liberó, pero Ígor estaba tan débil que tuvo que ser arrastrado del foso y casi muere enfermo. Se convirtió en monje en el monasterio de San Teodoro en Kiev bajo el nombre de Ignati. En 1147, una turba atacó a Ígor bajo la impresión errónea de que intentaba usurpar el trono a Iziaslav. El hermano de Iziaslav, Vladímir Mstislávich (en), intentó rescatar a Ígor, pero la turba derrumbó el balcón donde Ígor había buscado refugio, y así murió. Su cuerpo fue arrastrado por un carro y exhibido en  un mercado antes de que pudiera ser salvado por Vladímir.
Varios milagros habrían ocurrido cerca del cuerpo de Ígor, y fue proclamado santo mártir. Finalmente sus restos fueron enviados a Chernígov.